# Jeff Nordgaard
Jeffrey Wallace Nordgaard, detto Jeff (Dawson, 23 febbraio 1973), è un ex cestista e allenatore di pallacanestro statunitense naturalizzato polacco.
È il marito di Alexis Proffitt.

## Carriera
È stato selezionato dai Milwaukee Bucks al secondo giro del Draft NBA 1996 (53ª scelta assoluta).

## Palmarès

### Giocatore
- Coppa di Polonia: 1

Prokom Sopot: 2006